# جنوب دلهي
جنوب دلهي رمزها «SD» (بالإنجليزية: South  Delhi)‏ ، هو تقسيم إداري لدولة الهند تتبع ولاية دلهي (بالإنجليزية: Delhi)‏ ، مركزها هو مدينة ساكت (بالإنجليزية: Saket)‏ عدد سكانها حسب تعداد سنة 2001 هو 2,258,367 ، مساحتها 250 كم² وكثافة السكان 9033 لكل كم² .